# EM TV
EM TV – kanał telewizyjny funkcjonujący w Papui-Nowej Gwinei. Został uruchomiony w 1987 roku i jest najstarszą stacją telewizyjną w kraju.